# 15-та гренадерська дивізія СС (1-ша латвійська)
15-та гренадерська дивізія СС (1-ша латвійська) (нім. 15. Waffen-Grenadier-Division der SS (lettische Nr. 1), латис. 15. ieroču SS grenadieru divīzija (latviešu Nr. 1) — з'єднання, піхотна дивізія у складі військ Ваффен-СС Німеччини, що брала участь у бойових діях протягом 1943–1945 років.

## Історія з'єднання
У ході операції «Барбаросса» німецька група армій «Північ» окупувала країни Балтії, зокрема Латвію. Протягом 1942 року Німеччина почала зазнавати значних втрат у живій силі. Щоб компенсувати це, Ваффен-СС було ухвалено рішення про збільшення їх чисельності. 23 січня 1943 року Адольф Гітлер дав дозвіл рейхсфюреру СС Генріху Гіммлеру на формування Латиського легіону, який хотів використати латишів, які були рішуче налаштовані проти більшовизму.
У січні 1943 року, після формування латвійських поліцейських батальйонів у рейхскомісаріаті «Остланд» Генріх Гіммлер сформував латвійський Добровольчий легіон СС (нім. Lettische SS-Freiwilligen-Legion). Цей підрозділ нетривалий час брав участь у блокаді Ленінграда, перш ніж знову був відведений з фронту. У лютому 1943 року легіон був розгорнутий у латвійську добровольчу дивізію СС (нім. Lettische SS-Freiwilligen-Division), яка пізніше отримала цифрове позначення, ставши 15-ю гренадерською дивізією Ваффен СС (1-ша латиська).
Незаконний призов латишів на військову службу німцями ґрунтувався на декреті Альфреда Розенберга про обов'язкову трудову діяльність від 19 грудня 1941 року. Він здійснювався Департаментом праці латвійського самоуправління з початку 1943 року з обов'язковим призовом громадян Латвії, народжених у період між 1919 і 1924 роками. Незабаром 15-та гренадерська дивізія СС разом з 19-ю гренадерською дивізією СС (2-ю латиською) утворили Латвійський легіон.
15-та гренадерська дивізія СС на фоні хаосу внаслідок розвалу Східного фронту втратила значну частину свого особового складу в боях у районах навколо Ленінграда (Остров, Новосокольники та Новгородська область). У вересні 1944 року вцілілі частини дивізії були відправлені на човнах до Данцига. Дивізія воювала на обороні Поморського муру, а потім відступила через Померанію та Німеччину до Берліна.
Частина дивізії, загальною чисельністю 824 чоловіки під командуванням ваффен-штандартенфюрера Віліса Янумса, здалася 27 квітня 1945 року наступаючим американцям у Гютерглюку біля річки Ельба. 2 травня 1945 року інші підрозділи дивізії чисельністю приблизно 4500 чоловік здалися американцям на південь від Шверіна.
22 січня 1945 року червоноармійці вбили понад 100 неозброєних чоловіків 5-го батальйону 1-го будівельного полку в Домбрувці Новій, помилково припустивши, що вони були озброєні.

## Командування

### Командири
- СС-бригадефюрер та генерал-майор Ваффен-СС Петер Гансен (нім. Peter Hansen) (25 лютого — 1 травня 1943);
- СС-групенфюрер та генерал-майор Ваффен-СС граф Карл Фрідріх фон Пюклер-Бурггаусс (нім. Carl Friedrich Graf von Pückler-Burghauss) (1 травня 1943 — 17 лютого 1944);
- СС-оберфюрер Ніколаус Гайльман (нім. Nikolaus Heilmann) (17 лютого — 21 липня 1944);
- СС-оберфюрер Герберт фон Обвурцер (нім. Herbert von Obwurzer) (21 липня 1944 — 26 січня 1945);
- СС-оберфюрер, доктор Едуард Дайзенгофер (нім. Eduard Deisenhofer) (26 січня 1945);
- СС-оберфюрер Адольф Акс (нім. Adolf Ax) (26 січня — 15 лютого 1945);
- СС-оберфюрер, згодом СС-бригадефюрер та генерал-майор Ваффен-СС Карл Бурк (нім. Karl Burk) (15 лютого — 2 травня 1945).

## Райони бойових дій
- Східний фронт (північний напрямок) (лютий 1943 — вересень 1944)
- Німеччина (вересень 1944 — травень 1945)

## Нагороджені дивізії
Нагороджені дивізії
|  | Кавалери Золотого Німецького Хреста                                                      | 5 |
|  | Кавалери Лицарського хреста Залізного хреста                                             | 4 |
|  | Кавалери Почесної Відзнаки Ваффен-СС «Почесна пряжка на орденську стрічку для Ваффен-СС» | 1 |

### Кавалери Лицарського хреста Залізного хреста
- Ніколаус Гайльман — СС-оберфюрер, командир дивізії (23 серпня 1944)
- Карліс Аператіс — СС-оберштурмбанфюрер військ СС, командир 32-го гренадерського полку СС, 21 вересня 1944, посмертно)
- Адольф Акс — СС-оберфюрер, командир дивізії (8 травня 1945)
- Еріх Вульфф — СС-штурмбанфюрер, начальник оперативного відділу штабу дивізії (9 травня 1945, посмертно)

## Відео
- My 19th SS Freiwilligen Latvian Waffen Grenadier Division 3rd Pattern "Dachau Style"Sleeve Shield